# Індійський науковий інститут
Індійський науковий інститут — індійський вищий науково-дослідний і навчальний заклад у Бенгалуру.

## Загальні відомості
В Інституті зайняті понад 2 тисячі вчених, які збирають матеріал для своїх докторських праць за 48 різними напрямками сучасної науки, а також ті, хто вже захистив докторські дисертації за тематикою від аерокосмічних технологій та молекулярної біофізики до сучасного менеджменту. Інститут є лідером серед індійських академічних установ за кількістю наукових публікацій та, відповідно до рейтингу інституту SJTU (КНР), 2004 року отримав звання найкращого університету Індії.
Першим індійським директором Інституту був лауреат Нобелівської премії сер Чандрасекара Венката Раман.

## Структура
Департаменти й відділення Інституту поділяються на 2 частини — наукову й інженерну. До наукової групи входять такі відділення:
- біологічне
- хімічне
- фізико-математичне
- природниче

До інженерної групи входять такі відділення:
- досліджень у галузі електрики
- досліджень у галузі механіки

Окрім того до складу Інституту входять Центр електронного дизайну й технологій, Центр розвитку освіти, Центр підтримки нових проектів, Центр наукових і промислових консультацій, меморіальна бібліотека Джамшеджі Тата, Національний центр наукової інформації, Суперкомп'ютерний центр розвитку й освіти, Центр біоінформації, Центр надання цифрової інформації, Центральний архів.